# 渕上紘行
渕上 紘行（ふちかみ ひろゆき、1979年11月17日 - ）は、北海道放送（HBC）のアナウンサー。

## 人物
- 入社時から情報番組とスポーツを担当し、2009年からスポーツアナウンサーとしての活動が主となる。スポーツアナウンサーとしての担当種目は野球、ゴルフ、ラグビー、サッカー、スキージャンプ等。
- 身長186センチ。HBCで一番身長の高いアナウンサーを自負している。
- 富士山に登ったことがあるという。（2013年1月26日放送分の『英樹・さやかの山ガール山おやじ』の放送にて。同年の放送前日更新分の堰八紗也佳アナウンサーのブログ、「Sayaka's Life」を参照）
- 2013年、同僚の堰八紗也佳と結婚。
- 2018年10月10日、第一子（長男）が誕生。
- 2023年2月に第二子（次男）の誕生を機に、HBCの男性アナウンサーで初めて育児休暇を取得したことを発表。

## 現在の担当番組
- HBCファイターズナイター（2009年からは実況も担当）
- ガンちゃんの世界一面白いプロ野球の番組（2009年10月11日から）
- SAMURAI BASEBALL（HBCローカル中継時のタイトルは「Bravo!ファイターズ」）
- Bravo!ファイターズ（金曜深夜放送）
- HBCミュージックナイター「フルカウント!」（2011年度は金曜日を担当）
- HBCニュース

## 過去の担当番組
- 朝ビタTV（リポーター）
- Hana*テレビ（火曜日リポーター、2009年3月まではメインキャスター）
- もんすけチャンネル金曜BAN!（2009年4月から2010年3月まで）
- HBCミュージックナイター「フルカウント!」（2010年度・木曜日担当）
- グッチーの 今日ドキッ!（Bravo!ファイターズ担当）

## その他

### MV
- Galileo Galilei「青陽潮」（2025年）[1]